# Olivier Verdon
Olivier Verdon (ur. 5 października 1995 w Clamart) – beniński piłkarz występujący na pozycji obrońcy w bułgarskim klubie Łudogorec Razgrad oraz w reprezentacji Beninu.

## Kariera klubowa
Verdon seniorską karierę rozpoczynał w 2014 roku w zespole Angoulême CFC, grającym w piątej lidze. Na początku 2016 roku przeszedł do czwartoligowego Girondins Bordeaux B. W sezonie 2015/2016 spadł z tym zespołem do piątej ligi. W listopadzie 2017 został włączony do pierwszej drużyny Bordeaux. W Ligue 1 zadebiutował 19 listopada 2017 w zremisowanym 1:1 meczu z Olympique Marsylia. Na boisko wszedł wówczas w 80. minucie spotkania, zmieniając Igora Lewczuka. Był to jednocześnie jedyny mecz rozegrany przez Verdona w barwach pierwszego zespołu Bordeaux.
W 2018 roku odszedł do FC Sochaux-Montbéliard, grającego w Ligue 2.

## Kariera reprezentacyjna
W reprezentacji Beninu Verdon zadebiutował 24 marca 2017 w przegranym 0:1 towarzyskim meczu z Mauretanią.